# Bethel Manor
Bethel Manor è un census-designated place (CDP) degli Stati Uniti d'America, situato nello stato della Virginia, nella contea di York. Secondo il censimento del 2020 gli abitanti di Bethel Manor ammontavano a 4 540.
Bethel Manor è una comunità delle famiglie dei militari che si trovano nella vicina Joint Base Langley–Eustis.